# Dolní Beřkovice
Dolní Beřkovice là một làng thuộc huyện Mělník, vùng Středočeský, Cộng hòa Séc.